# درباره خانم لزلی
«درباره خانم لزلی» (انگلیسی: About Mrs. Leslie) فیلمی در ژانر درام به کارگردانی دنیل من است که در سال ۱۹۵۴ منتشر شد. از بازیگران آن می‌توان به شرلی بوت و رابرت رایان اشاره کرد.